# Hypnomys mahonensis
Il ghiro gigante di Minorca è una delle due specie di ghiro gigante endemiche delle Baleari; in particolare, quest'animale viveva sull'isola di Minorca, dove probabilmente si evolse a partire dal suo congenere di Maiorca, arrivato sull'isola durante l'ultima era glaciale, che aveva fatto abbassare il livello del mare fino al punto che le due isole erano unite da un istmo di terra, che consentì lo scambio di fauna fra le due isole (anche se la fauna di Maiorca soppiantò quella di Minorca).